# Kabelska televizija
Kabelska televizija način je distribucije televizijskog programa putem kabela, tipično putem bakrenog koaksijalnog kabela (od 1936. godine u Velikoj Britaniji) ili optičkim kabelima - svjetlovodima.

## Tehnologija
Svjetlovodima se signal šalje digitalno, po DVB-C standardu.

## Kabelska televizija u Hrvatskoj
Kabelska televizija pojavila se u Hrvatskoj kasno, tek početkom 1980-ih godina u Zagrebu (Dugave). Do tada su pojedine zgrade ili ulice imale privatne kabelske sustave, regulirane na dobrovoljnoj bazi. Stanje se radikalno mijenja početkom 21. stoljeća, kad telekom operateri ulaze na tržište IP televizije, te dotadašnji pružatelji usluga često samo kabelske televizije da bi opstali počinju pružati i usluge kabelskog interneta. U Hrvatskoj je 2002. godine bilo 25 kabelskih sustava s koncesijom, krajem 2011. godine HAKOM iznosi podatak da 9,61% kućanstava u Hrvatskoj gleda kabelsku televiziju, u veljači 2013. postoji 46 operatora "Usluga prijenosa slike, govora i zvuka putem elektroničkih komunikacijskih mreža (što isključuje usluge radiodifuzije)", no realni broj je manji jer treba isključiti slučajeve dva operatora registrirana na istoj adresi.